# Sójka syberyjska
Sójka syberyjska, sójka złowroga (Perisoreus infaustus) – gatunek średniej wielkości ptaka z rodziny krukowatych (Corvidae), zamieszkujący północną Eurazję. Nie jest zagrożony.

## Występowanie
Zamieszkuje pas w północnej Eurazji od Sachalinu i wschodnich wybrzeży Rosji po północną część Półwyspu Skandynawskiego. Ptak osiadły.
Do Polski zalatuje wyjątkowo (stwierdzona 5 razy, zwykle w kwietniu).

### Podgatunki
Autorzy Handbook of the Birds of the World wyróżnili 9 podgatunków P. infaustus:
- P. infaustus infaustus – Półwysep Skandynawski, Finlandia, Estonia i północno-zachodnia Rosja.
- P. infaustus ostjakorum (syn. P. i. rogosowi) – północno-wschodnia europejska część Rosji do północno-środkowej Syberii.
- P. infaustus yakutensis – północno-wschodnia Syberia.
- P. infaustus ruthenus – zachodnia Rosja.
- P. infaustus opicus – wschodni Kazachstan, północno-zachodnie Chiny i południowo-zachodnia Syberia.
- P. infaustus sibericus – środkowa Syberia i północna Mongolia.
- P. infaustus tkachenkoi – południowo-środkowa Syberia.
- P. infaustus caudatus – północno-środkowa Mongolia i środkowo-południowa Rosja (południowa Buriacja).
- P. infaustus maritimus – południowo-wschodnia Syberia, Sachalin i północno-wschodnie Chiny.

Międzynarodowy Komitet Ornitologiczny (IOC) wyróżnia obecnie (2023) jedynie 5 podgatunków: infaustus, rogosowi, opicus, sibericus i maritimus; wlicza takson ruthenus do podgatunku nominatywnego, uznaje ostjakorum za synonim rogosowi, a yakutensis i tkachenkoi włącza do sibericus.

## Charakterystyka

### Cechy gatunku
To mała, ciemna sójka północnych lasów. Brak dymorfizmu płciowego. Upierzenie beżowoszare, na skrzydłach i kuprze jaskrawordzawe plamy. Na głowie brązowa czapeczka, nogi i dziób ciemne. Ma szary wierzch ciała, szyję i pierś. Ogon dłuższy niż u sójki, dziób krótszy i ostrzej zakończony. Pokrywy skrzydłowe duże, rdzawe skraje ogona i brzuch. Tryb życia przypomina trochę zachowania większej sójki zwyczajnej. Można ją od niej odróżnić po dłuższym schodkowatym ogonie, delikatniejszej budowie, prostym dziobie i braku niebieskiej barwy w upierzeniu. Jest nieco większa od kosa. W porównaniu ze sroką ma inne ubarwienie – dominuje czarnobrązowa tonacja z dodatkiem rdzawej barwy. W leśnym gąszczu wyróżnia się rdzawobrązowymi plamami po obu stronach skrzydeł, kupra i ogona. W trakcie obserwacji w terenie można określić wiek ptaka. Stare sójki syberyjskie mają bardziej zaokrąglone i mniej wytarte sterówki niż młode.

Ptak towarzyski i ciekawski, toteż często zbliża się blisko do ludzi. Czasem spotyka się ją w pobliżu leśnych obozowisk. W czasie lęgów staje się ruchliwa. W locie rozchyla wachlarzowato ogon. Zwinnie i żwawo porusza się pomiędzy drzewami. Gdy siedzi, zachowuje wyprostowaną postawę i nastrojone pióra na tułowiu.

### Głos

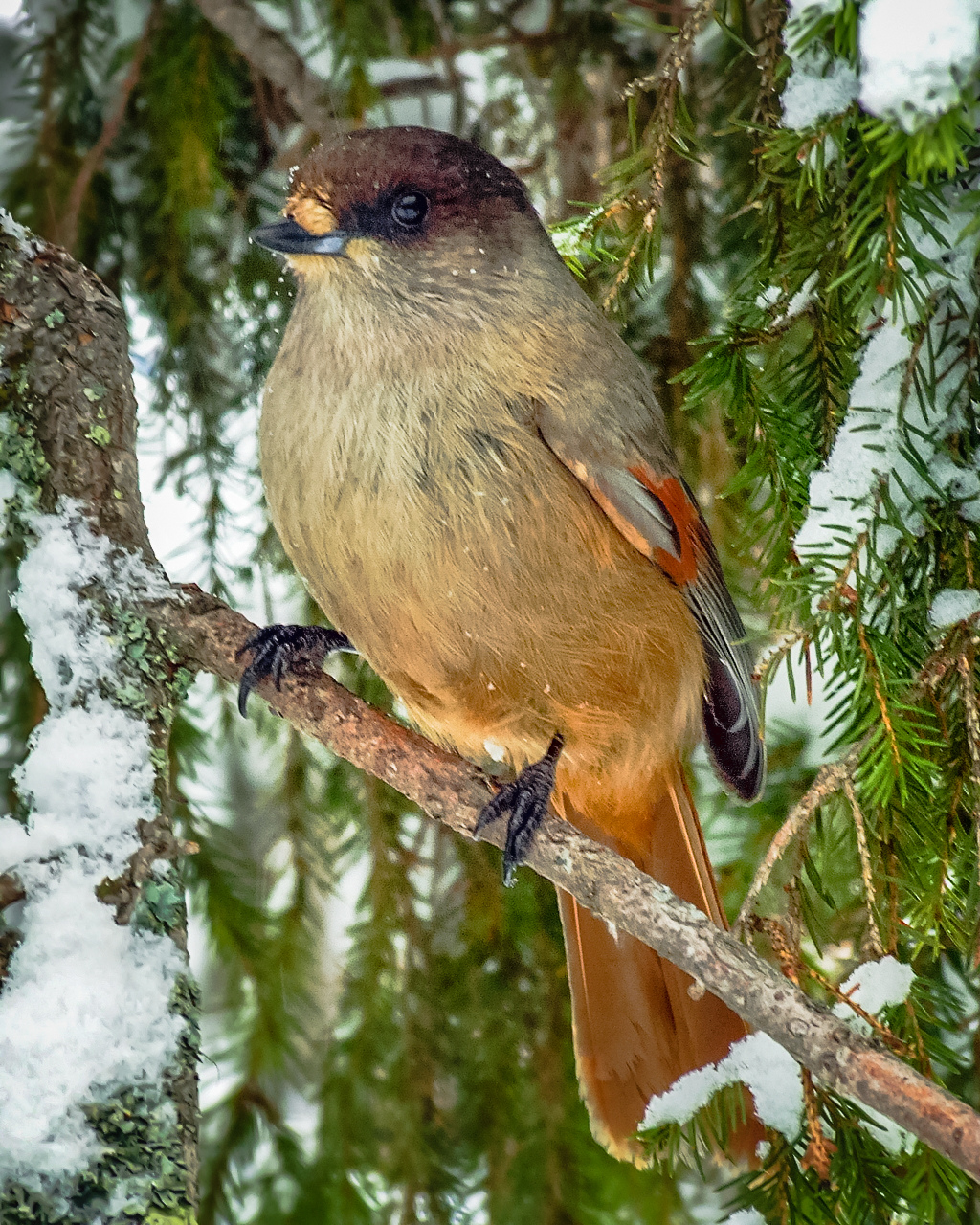
Nasiona drzew iglastych są głównym źródłem pokarmu dla sójki syberyjskiej

Sójka syberyjska jest ptakiem dość milczącym w odniesieniu do sójki zwyczajnej, która wydaje całą gamę własnych i zasłyszanych dźwięków. Gdy się jednak odzywa, to znacznie ciszej niż jej bliska kuzynka. Typowe skrzeczenie słychać przeważnie w stadach. W trakcie godów odgłosy przypominają „kuk kuk”.

### Wymiary średnie
długość ciała25–31 cm

rozpiętość skrzydełok. 50 cm

### Masa ciała
72–101 g

## Biotop
To ptak typowo północny – zamieszkuje tajgę. Typowy ptak starych i gęstych lasów i borów sosnowych, świerkowych i modrzewiowych. Życie spędza w głębi drzewostanów i rzadko je opuszcza. Swoim terenom lęgowym jest wierna cały rok, nawet w niesprzyjających warunkach. Jednak czasem zdarza się jej zapuszczać bardziej na południe lub na niżej położone tereny. Niektóre osobniki z północno-wschodniej Europy lub Skandynawii kierują się na północny zachód lub południe Starego Kontynentu. W nowym środowisku często giną, nim uda im się spotkać z przedstawicielami swojego rodzaju. Duże trudności sprawia im znalezienie drogi powrotnej, choć nieznany jest tego powód. Najczęściej swoją wędrówkę kończą w wyniku postrzelenia. Jest to efekt dużego zaufania wobec ludzi i sporej atrakcji dla myśliwych.

## Okres lęgowy

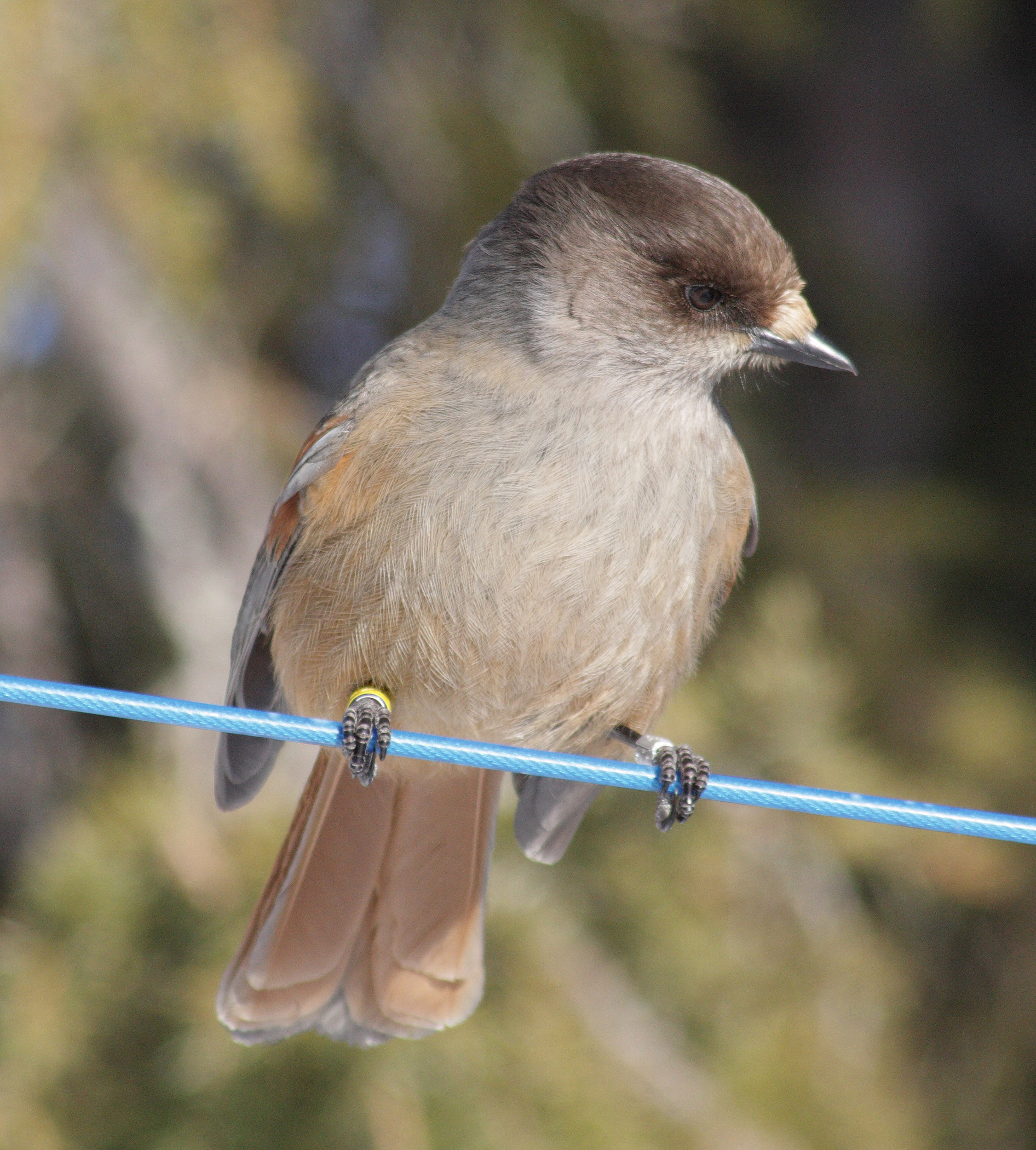
Sójki syberyjskie są ciekawskie i nie czują strachu przed człowiekiem

Rozpoczyna się już wczesną wiosną, gdy leży jeszcze śnieg.

### Gniazdo
Na drzewach iglastych i budynkach. Przypomina gniazdo sójki. To mocno zbudowana platforma umieszczona przy pniu, zbudowana z gałązek z wyścieleniem złożonym z mchu.

### Jaja

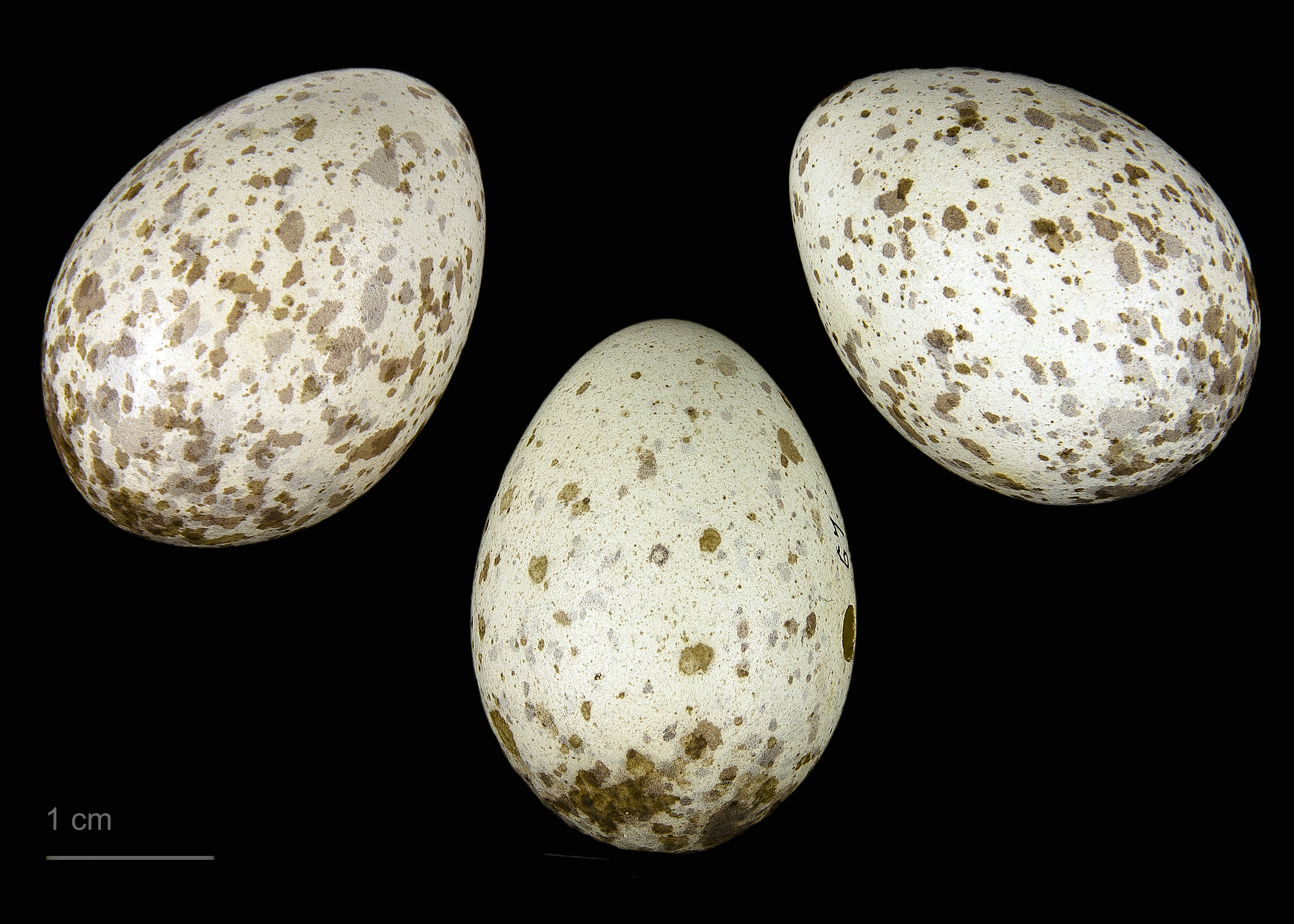
Jaja podgatunku nominatywnego z kolekcji muzealnej

Jeden lęg w roku na przełomie marca i kwietnia. Składa 3 do 5 niebieskawych lub szarozielonych jaj z szarym nakrapianiem. Okres, w którym to robi, zależy od szerokości geograficznej. Później gnieżdżą się północne populacje.

### Wysiadywanie, pisklęta
Wysiadywanie trwa około 19 dni i tylko samica zajmuje się wygrzewaniem jaj. Pisklęta opuszczają gniazdo po 21–24 dniach i jeszcze przez co najmniej miesiąc są karmione przez rodziców; w pierwszym roku życia młode często nadal domagają się od rodziców jedzenia.

## Pożywienie

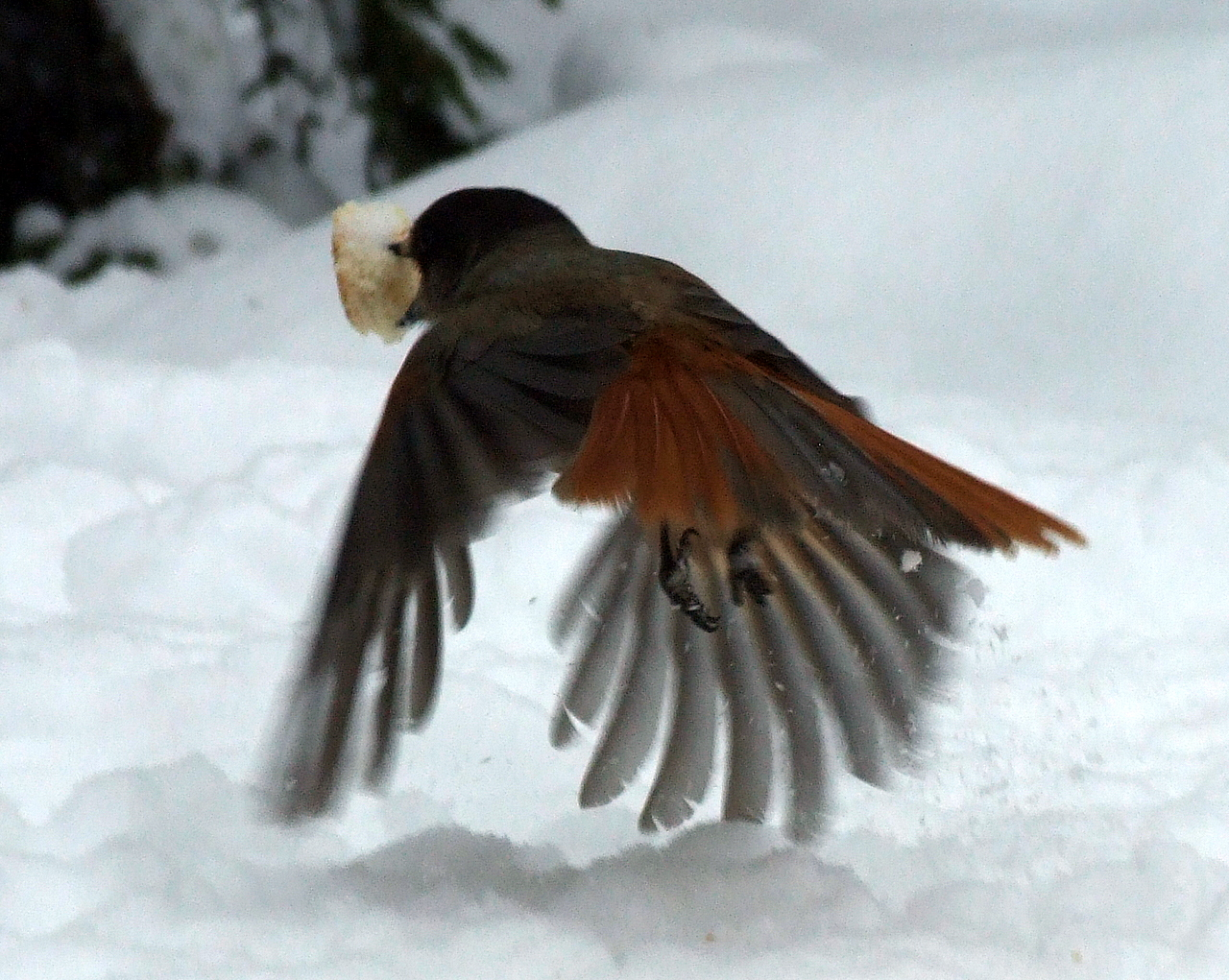
Sójka w locie z pokarmem w dziobie

Jest wszystkożerna. Owady, drobne ptaki i drobne gryzonie leśne, uzupełnione pokarmem roślinnym – głównie nasiona roślin iglastych, różne części roślin i jagody. Najchętniej zjada nasiona sosny syberyjskiej, które w akrobatycznych pozach z gracją wybiera bezpośrednio z szyszek wiszących na końcach gałązek. Zdarza się, że opróżnia ptasie gniazda.

## Status i ochrona
IUCN uznaje sójkę syberyjską za gatunek najmniejszej troski (LC, Least Concern) nieprzerwanie od 1988 roku. Liczebność światowej populacji, wstępnie obliczona w oparciu o szacunki BirdLife International dla Europy z 2015 roku, mieści się w przedziale 4–8 milionów dorosłych osobników. Globalny trend liczebności populacji oceniany jest jako spadkowy.
W Polsce sójka syberyjska jest objęta ochroną gatunkową ścisłą.